# Gaspard de Rocafull
Gaspar de Rocafull (Gaspar de Rocafull Boil y Mercader) est un aristocrate espagnol né vers 1595 et mort en 1665. Il est membre de la famille de Roquefeuil-Anduze.
Il fut membre du Conseil Suprême de la Couronne d'Aragon, gentilhomme de bouche du Roi Philippe IV et premier comte d'Albatera.

## Famille
Fils de Raymond de Rocafull et de Raphaelle Mercader, il hérite des seigneuries d'Albatera et de Bétera.
Marié avec Jeanne de Puigmarín, il donne naissance à:
- Raymond de Rocafull Puixmarían héritier du comté d'Albatera et père de Guillem, élevé au rang de Grand d'Espagne en 1701[2],
- Alonso de Rocafull Puixmarín[3].

## Carrière
Le 4 juillet 1624, il est nommé gentilhomme de bouche du Roi Felipe IV.
En 1646, il intègre le Conseil Suprême de la Couronne d'Aragon et restera membre jusqu'à sa mort. Il est le premier membre dit "de cape et d'épé" du Royaume de Valence à exercer ce rôle.
Homme de confiance du Roi Philippe IV, il reçoit le 26 novembre 1628, le titre héréditaire de comte rattaché à la terre d'Albatera.